# Junior Strous
Junior Strous, född den 28 april 1986 i Wassenaar, Nederländerna, är en nederländsk racerförare.

## Racingkarriär
Strous vann det nederländska mästerskapet i Formel Renault 2004, och blev tvåa två gånger. Han nådde först inga större framgångar internationellt, utan det var först efter att ha vunnit en detävling i Atlantic Championship 2008 som han nådde sin första internationella merit. Han slutade den säsongen på en femteplats.